# Medzihradné, Dolný Kubín
Medzihradné este o comună slovacă, aflată în districtul Dolný Kubín din regiunea Dolný Kubín.

## Istoric
Localitatea Medzihradné este atestată documentar din 1354.